# Xenochodaeus ulkei
Xenochodaeus ulkei är en skalbaggsart som beskrevs av Horn 1876. Xenochodaeus ulkei ingår i släktet Xenochodaeus och familjen Ochodaeidae. Inga underarter finns listade i Catalogue of Life.